# Friedrich Franz Xaver von Hohenzollern-Hechingen

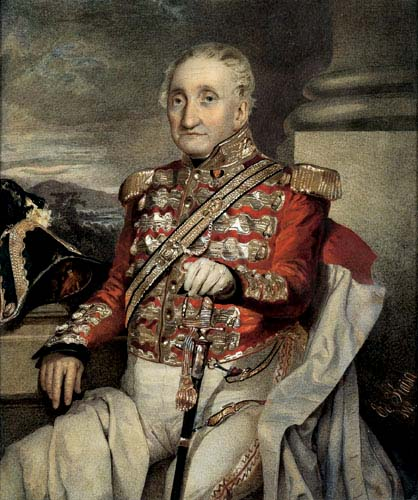
Prinz Friedrich Franz Xaver von Hohenzollern-Hechingen (um 1830)

Friedrich Franz Xaver von Hohenzollern-Hechingen (* 31. Mai 1757 auf Schloss Geulle bei Maastricht; † 6. April 1844 in Wien) war Prinz zu Hohenzollern-Hechingen, Burggraf zu Nürnberg, Graf zu Sigmaringen und Währingen, k. k. Feldmarschall, Ritter des Goldenen Vlieses sowie geheimer Rat und Kämmerer.

## Leben

### Herkunft
Er war der jüngste Sohn von Franz Xaver (* 18. Juli 1720 in Bayreuth; † 14. März 1765 in Mouffrin, Provinz Namur) und dessen Frau Anna Maria Bernhardina Gräfin von und zu Hoensbroech (* 8. Mai 1729 in Geulle; † 26. September 1798 auf Schloss Geulle). Schon früh wurde Friedrich Franz Xaver von seinem Vater, der ebenfalls Feldmarschall war, auf das Kriegshandwerk vorbereitet. 

### Frühe Militärkarriere
Mit 18 Jahren ging er dann zur holländischen Armee, wechselte aber ein Jahr später in das österreichische Kürassier-Regiment Nr. 4; mit ihm nahm er am Bayerischen Erbfolgekrieg von 1778/1779 teil. Nach dem Frieden von Teschen wurde er zum Major der Nassau-Kürassiere befördert. Während des Türkenkrieges von 1787 bis 1792 nahm er mit ihnen an der Belagerung von Belgrad teil. 

### Im Ersten Koalitionskrieg
1792 wurde zum Oberstleutnant und 1793 zum Oberst der Kürassiere Graf von Kavanagh befördert. Er ging mit diesen in die Niederlande und nahm am 18. März 1793 als ihr Kommandeur an der Schlacht von Neerwinden teil.
1796 wurde er zum Generalmajor befördert und kam nach Oberitalien zur Armee von Jean-Pierre de Beaulieu. Zu jener Zeit führte Napoleon seinen Italienfeldzug. Am 12. November 1796 befehligte Hohenzollern die Avantgarde Alvinczys in der Schlacht bei Caldiero erfolgreich gegen Napoleon Bonaparte.
Er befehligte dann die Vorhut des Generals Provera bei dem Versuch, die belagerte Festung Mantua einzunehmen. Der General hatte sich selbst gegen den Versuch ausgesprochen. Die Überquerung der Etsch gelang erst im zweiten Versuch. Bei San Giorgio sah Hohenzollern sich dann vier französischen Divisionen gegenüber. Nach einem zweistündigen Gefecht musste Hohenzollerns Einheit kapitulieren. Trotz der Niederlage bekam Friedrich von Hohenzollern-Hechingen am 29. April 1797 das Ritterkreuz des Maria-Theresien-Ordens für seine Tapferkeit verliehen.

### Im Zweiten Koalitionskrieg
Nach dem Friedensschluss von 1798 bekam er das Kommando über die Truppen in Treviso und Belluno und ab 1799 auch in Venetien über die Truppen des Feldmarschallleutnants Paul von Kray. Zu Beginn des Zweiten Koalitionskrieges standen seine Truppen am rechten Etschufer bei San Massimo. Ende März konnte er in einem 13-stündigen Kampf die Angriffe von drei französischen Divisionen aufhalten. Durch geschickte Rückzugsbewegungen zwischen dem 2. und 21. April über Sommacampagna, Povegliano und Isolalta, inzwischen eine Fraktion von Vigasio, täuschte er den Gegner geschickt und konnte Cremona besetzen. Am 11. Mai nahm er die kleine Festung in Pizzighettone ein und zwang den Gegner nach diesen Kämpfen vor Verona zum Rückzug. Am 24. Mai 1799 konnten seine Truppen die Belagerung von Mailand aufheben und die Zitadelle zurückerobern. 
Danach kämpfte er erfolgreich gegen Jacques MacDonald und Jean-Victor Moreau um die österreichische Belagerung von Mantua zu decken. Durch die Verzögerungen konnten sich die Armeen nicht vereinen und die Russen unter Marschall Suworow konnten Macdonald in der Schlacht an der Trebbia schlagen. Der General wurde nun zum Feldmarschallleutnant befördert.
Nach dem Frieden von Lunéville wurde er nach Krakau versetzt und im Herbst 1804 zum Geheimen Rat ernannt. Im dritten Koalitionskrieg – bei der Schlacht von Ulm – war er Kommandeur der Vorhut von Feldmarschallleutnant Franz von Werneck. Während sich die Armee ergeben musste, konnte er der Umzingelung entkommen und mit seinen Einheiten die eigenen Reihen erreichen. Danach befehligte er den Abschnitt bis zur böhmische Grenze und Krakau.

### Im Fünften Koalitionskrieg
Im Feldzug von 1809 operierte er als Kommandierender General des II. Korps zusammen mit dem Grafen Bellegarde an der unteren Donau und marschierte ins Königreich Bayern ein. Er nahm am 16. April an der Schlacht bei Teugn-Hausen teil und wurde am 6. Mai für seine dort bewiesene Tapferkeit mit dem Kommandeurskreuz des Militär-Maria-Theresienordens ausgezeichnet. Unter dem Oberbefehl des Erzherzog Karl führte er am 21. Mai das II. Korps in der Schlacht bei Aspern, sein Sohn Oberleutnant Friedrich Anton kämpfte dabei in der ersten Reihe. Von der Standhaftigkeit seiner Truppen beeindruckt, wies ihm Erzherzog Karl in der Schlacht bei Wagram das Zentrum zu. Am 31. Juli 1809 wurde er schließlich zum General der Kavallerie befördert. Nach der verlorenen Schlacht wurde er wieder zur Verwaltung nach Galizien versetzt.
Während der Befreiungskriege 1814/1815 wurde er Kommandeur des zweiten Deutschen Armeekorps für den Raum Baden, Württemberg und Schweiz. Sein letztes Gefecht war die Belagerung von Straßburg 1815, wo sich General Rapp mit 24.000 Mann verschanzt hatte.
Anschließend war er Kommandierender General in Grätz und wurde 1825 Präsident des Hofkriegsrates. 1826 wurde er Ritter des Ordens vom Goldenen Vlies und am 18. September 1830 wurde er Feldmarschall und gab das Amt des Präsidenten ab.

## Familie
Am 22. Januar 1787 heiratete er in Kahlsdorf Maria Theresia Gräfin von Wildenstein (* 23. Juni 1763 in Graz; † 16. November 1835 in Wien).
Das Paar hatte folgende Kinder:
- Friedrich Franz Anton (* 3. November 1790 in Rakovník (Rakonitz), Böhmen; † 14. Dezember 1847 in Piešťany (Pistyan))

⚭ 1839 Karoline Prinzessin von Hohenzollern-Sigmaringen (1810–1885), Tochter von Karl von Hohenzollern-Sigmaringen (1785–1853)
- Julia Friederike (* 27. Mai 1792 in Brandýs nad Labem (Brandeis); † 1. Juli 1864 in Illenau)
- Friedrich Adalbert (* 18. Mai 1793 in Prag; † 10. Oktober 1819 in Wien)
- Josephine Friederike (* 7. Juli 1795; † 24. Januar 1878 in Opava (Troppau))

⚭ 1826 Graf Felix Vetter von der Lilie († 16. Mai 1853)